# Angonyx chelsea
 Angonyx chelsea là một loài bướm đêm thuộc họ Sphingidae. Nó được tìm thấy ở miền tây New Britain Province in Papua New Guinea.